# نورمان بارتريدج
نورمان بارتريدج (بالإنجليزية: Norman Partridge)‏ (28 مايو 1958، فاليجو في الولايات المتحدة)؛ روائي أمريكي.